# Francesca Capaldi
Francesca Capaldi (ur. 8 czerwca 2004) – amerykańska aktorka dziecięca. Występowała w roli Chloe James w serialu Blog na cztery łapy na Disney Channel.

## Życiorys
Francesca Capaldi urodziła się w La Jolla w Kalifornii, a aktualnie mieszka w Karlsbad w Kalifornii z rodzicami. Karierę aktorską rozpoczęła, grając małe role na Disney Channel w serialu Nadzdolni i w komedii CBS Jak poznałem waszą matkę, jako 7-letnia Lily (dorosłą Lily grała Alyson Hannigan). Capaldi grała także w niezależnym filmie Corbina Bernsena 3 Day Test. Aktualnie występuje w roli Chloe James w serialu „Blog na Cztery Łapy” na Disney Channel.

## Filmografia
| Rok       | Tytuł filmu              | Rola                 | Uwagi                                                                              |
| --------- | ------------------------ | -------------------- | ---------------------------------------------------------------------------------- |
| 2011      | Nadzdolni                | Orphan               | odcinek: „Ekipa Świętego Mikołaja”                                                 |
| 2012      | Jak poznałem waszą matkę | 7-letnia Lily Aldrin | odcinki: „The Magician's Code: część 1”, „The Magician's Code: część 2”, „Nannies” |
| 2012      | 3 Day Test               | Jessie Taylor        | niezależny film                                                                    |
| 2012      | Chelsea's Channel        | ona sama             |                                                                                    |
| 2012-2015 | Blog na Cztery Łapy      | Chloe James          | główna rola: Disney Channel Original Series                                        |
| 2013      | Teens Wanna Know         | ona sama             | sezon 2 odcinek:44                                                                 |
| 2014      | Disney 365               | ona sama             |                                                                                    |
| 2015      | The Dog Who Saved Summer | Kara Bannister       |                                                                                    |
| 2015      | Jessie                   | Madeline             |                                                                                    |